# アニメーション・イズ・フィルム・フェスティバル
アニメーション・イズ・フィルム・フェスティバル（Animation is Film Festival、AIF）は、アメリカ合衆国ロサンゼルスで2017年より毎年開催されるアニメーション映画祭。

## 概要
アヌシー国際アニメーション映画祭と『バラエティ』、GKIDS、国際アニメーション映画協会ハリウッド支部が共同で主催している。映画の中心地であるハリウッドの観客に、世界の様々なアニメーション映画を披露することを目的としている。

## 賞
2017年には『生きのびるために』、2018年には『Funan』がグランプリと観客賞を受賞している。
2019年10月18日から20日に行われた第3回アニメーション・イズ・フィルム・フェスティバルでは、『失くした体』がグランプリを受賞し、『天気の子』と『カブールのツバメ』が観客賞を受賞した。